# 长洱
长洱，中华人民共和国网络小说作家，晋江文学城签约作家。

## 代表作品
- 《犯罪心理》，2015年10月14日开始连载。2018年由江苏凤凰文艺出版社出版[3]。2019年制作为广播剧，由猫耳FM出品[4]。
- 《天才基本法》，2017年8月2日开始连载[5]。2019年由江苏凤凰文艺出版社出版。2021年改编为电视剧，于2022年7月22日播出[6]。
- 《清风十里》，2018年8月5日开始连载[7]。
- 《狭路》，2019年12月30日开始连载[8]。

## 获奖荣誉
- 2017年《天才基本法》获首届“金鲛奖”中国年度十大IP[9]。
- 2019年《天才基本法》获豆瓣年度中国文学（小说类）No.3[10]。